# Municipio de Prairie (condado de Franklin, Arkansas)
El municipio de Prairie (en inglés: Prairie Township) es un municipio ubicado en el condado de Franklin en el estado estadounidense de Arkansas. En el año 2010 tenía una población de 3132 habitantes y una densidad poblacional de 24,84 personas por km².

## Geografía
El municipio de Prairie se encuentra ubicado en las coordenadas 35°16′45″N 94°1′54″O / 35.27917, -94.03167. Según la Oficina del Censo de los Estados Unidos, el municipio tiene una superficie total de 126.1 km², de la cual 125.09 km² corresponden a tierra firme y (0.81%) 1.02 km² es agua.

## Demografía
Según el censo de 2010, había 3132 personas residiendo en el municipio de Prairie. La densidad de población era de 24,84 hab./km². De los 3132 habitantes, el municipio de Prairie estaba compuesto por el 94.19% blancos, el 0.8% eran afroamericanos, el 1.25% eran amerindios, el 0.83% eran asiáticos, el 0.06% eran isleños del Pacífico, el 0.61% eran de otras razas y el 2.27% pertenecían a dos o más razas. Del total de la población el 2.36% eran hispanos o latinos de cualquier raza.